# Linda Sundblad

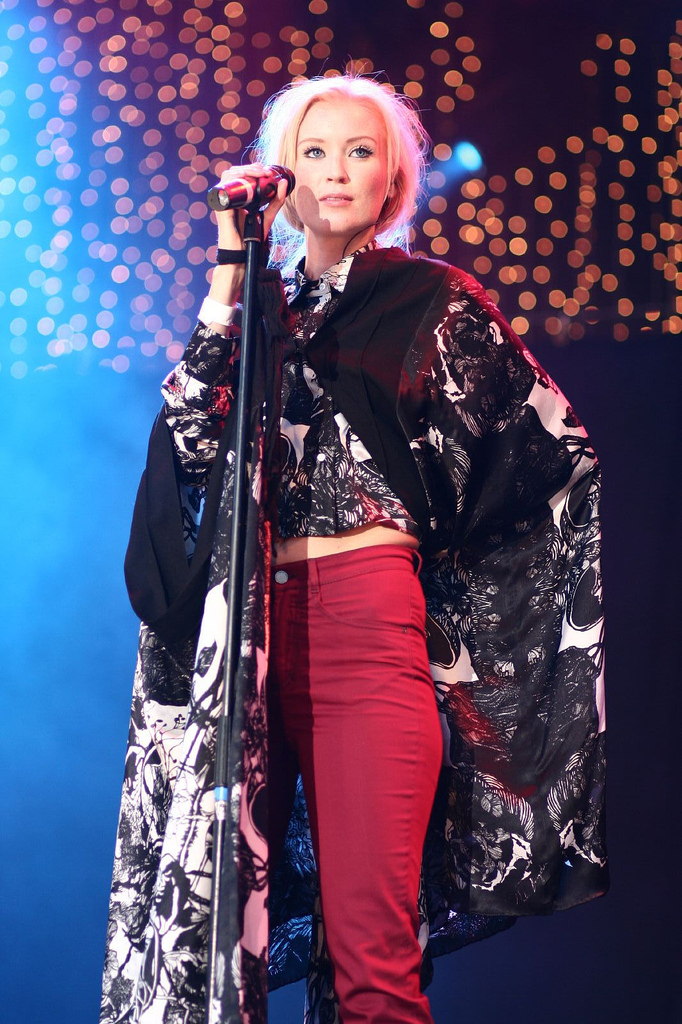
Linda Sundblad in 2007

Linda Caroline Sundblad (5 juli 1981, Lidköping) is een Zweedse zangeres, actrice en model. Ze is onder meer bekend van de hitsingles Oh Father en Let's Dance. Daarnaast heeft ze met Apocalyptica en Kleerup samengewerkt.

## Carrière
1996-2005Op vijftienjarige leeftijd verliet Sundblad de middelbare school, zodat ze zich kon richten op haar muzikale carrière. Ze sloot zich aan bij de poprockband Lambretta. In Zweden was de band behoorlijk succesvol. Na drie albums besloot Sundblad in 2005 solo te gaan.
2005-2008Haar eerste solosingle, Oh Father, verscheen in september 2006. De single was afkomstig van het debuutalbum Oh My God! Deze kwam enkele maanden na de verschijning van Oh Father uit. De single bereikte nummer 1 in Zweden en was genomineerd voor een Grammy. Lose You was de tweede single van haar debuutalbum en deze kwam op de tweede plaats in de Zweedse hitlijsten. In 2007 bracht Sundblad nog drie singles uit: Who (Q-boy), Back in Time en Cheat. Elk van deze singles wist het succes van zijn voorgangers te evenaren. Het bleef hierna een tijd stil rondom Sundblad.
2009 tot hedenMet 2 All My Girls maakte Sundblad in de tweede helft van 2009 haar comeback. Hoewel de single slechts op nummer 50 kwam, wist het publiek dat ze weer terug was. Algauw werd bekend dat er een nieuw album zat aan te komen: Manifest. De tweede single van het album werd Let's Dance en daarmee had Sundblad haar derde toptienhit.
Overige muzikale projectenNaast haar solocarrière maakte Sundblad nog wat muzikale uitstapjes. Zo is ze te horen op het album Reflections van Apocalyptica. Haar vocalen heeft ze opgenomen voor het nummer Faraway Vol. 2. Voor Rasmus Faber zong ze Everything Is Alright. De single kwam uit op 22 november 2008. Daarnaast was haar stem ook te horen op zijn tweede single Always. Deze kwam op 6 april 2009 uit. Meest recentelijk was ze te horen op Kleerups History.

## Overige werkzaamheden
ModellenwerkSundblad is sinds haar vertrek bij Lambretta werkzaam als model. Ze is onder meer het gezicht van L'Oréal.
Radio-djSinds 8 november 2008 is Sundblad werkzaam op de Zweedse radio, waar ze het programma P3 presenteert.

## Discografie
Aan deze singles en albums heeft Sundblad tot op heden haar medewerking aan verleend.

### Solo
Vanaf 2005 ging Sundblad solo. Hierbij een overzicht.

#### Singles
- Oh Father (2006)
- Lose You (2006)
- Back in Time (2007)
- Who (Q Boy) (2007)
- Cheat (2007)
- 2 All My Girls (2009)
- Let's Dance (2010)
- Perfect Nobody (2010)

#### Albums
- Oh My God! (2006)
- Manifest (2010)

### Lambretta
Lambretta leverde uiteindelijk drie albums en negen singles af.

#### Singles
- Blow Up All My Fuses (1999)
- Absolutely Nothing (1999)
- And All the Roses (1999)
- Bimbo (april 2002)
- Creep (augustus 2002)
- Perfect Tonight (2002)
- Chemical (2004)
- Anything (2004)
- Kill Me (2004)

#### Albums
- Breakfast (juli 1999)
- Lambretta (juni 2002)
- The Fight (maart 2005)

### Gastoptredens

#### Apocalyptica
- Faraway Vol. 2 (2003)

#### Rasmus Faber
- Everything Is Alright (2008)
- Always (2009)

#### Kleerup
- History (2009)

- Gemeinsame Normdatei: 135330998
- MusicBrainz: 0fc76015-88ea-4cdc-9dbb-2c2e07a6d86e
- Virtual International Authority File: 80113467
- WorldCat: E39PBJxMhRrj3J9wPC4mBBp9Dq